# Mackinia japonica
Mackinia japonica là một loài chân đều trong họ Janiridae. Loài này được Matsumoto miêu tả khoa học năm 1956.